# Reinhold
Reinhold oder Reinold ist ein männlicher Vorname, der auch als Familienname vorkommt.

## Herkunft und Bedeutung
Wahrscheinlich abgeleitet von germanisch *ragin/regin, Rat(schluss, oft der Götter), und althochdeutsch waltan, walten, herrschen. Für das erste Namenglied wird vereinzelt auch lateinisch rex, König (vgl. Regina und das deutsche „regieren“) vorgeschlagen; das zweite Namenglied wurde später an hold angeglichen im Sinne von „geneigt, zugetan, lieblich“.

## Namenstag
Der Namenstag ist der 7. Januar (Gedenktag des Reinhold von Köln).

## Varianten
- deutsch Raginald, Rainald, Reginald, Reinald
- niederländisch Reinoud, Reinout
- lateinisch Reinoldus, Reginaldus
- litauisch Reinoldijus
- spanisch Reinaldo, Reynaldo
- portugiesisch Reinaldo, Reynaldo
- französisch Renaud, Renaut, Renault
- italienisch Reginardo, Reinardo, Rinaldo, Renaldo
- finnisch Reino
- englisch Reynold
- Scots Ranald, Ronald
- schwedisch Ragnvald, Ragvald
- isländisch Rögnvaldur
- ungarisch Rajnald, Rinaldó

## Namensträger

### Vorname
- Reinhold von Köln, seit dem 11. Jahrhundert der Stadtpatron der Stadt Dortmund, siehe Reinoldus

#### A
- Reinhold Adelmann (* 1946), deutscher Fußballspieler
- Reinhold Aman (1936–2019), deutscher Chemieingenieur und Hochschullehrer
- Reinhold Andert (* 1944), deutscher Liedermacher, Autor und Historiker
- Reinhold Aumaier (* 1953), österreichischer Schriftsteller und Komponist

#### B
- Reinhold Bachler (* 1944), österreichischer Skispringer und Skiflugweltrekordler
- Reinhold Baer (1902–1979), deutscher Mathematiker
- Reinhold Bartel (1926–1996), deutscher Tenor
- Reinhold Baumann (1924–2016), deutscher Verwaltungsjurist
- Reinhold Baumstark (1831–1900), deutscher Politiker und Literaturhistoriker
- Reinhold Baumstark (* 1944), deutscher Kunsthistoriker
- Reinhold Bechtle (1907–1938), KPD-Mitglied; Widerstandskämpfer gegen den Nationalsozialismus
- Reinhold Beckmann (* 1956), deutscher Moderator und Kommentator
- Reinhold Begas (1831–1911), deutscher Bildhauer und Maler
- Reinhold F. Bender (1908–1977), deutscher Jurist und Politiker (GB/BHE, später CDU)
- Reinhold Berens (1745–1823), deutsch-baltischer Arzt und Schriftsteller
- Reinhold Bernhardt (* 1957), deutscher Theologe, Professor für Systematische Theologie Universität Basel
- Reinhold Bernt (eigentlich Reinhold Bienert; 1902–1981), deutscher Schauspieler und Drehbuchautor
- Reinhold Bertlmann (* 1945), österreichischer Physiker
- Reinhold Bicher (1895–1975), deutscher Maler und Grafiker
- Reinhold Bichler (* 1947), österreichischer Althistoriker
- Reinhold Bilgeri (* 1950), österreichischer Musiker, Literat, Drehbuchautor und Filmemacher
- Reinhold Bocklet (* 1943), deutscher Politiker (CSU)
- Reinhold Böhme (1944–2000), deutscher Mathematiker
- Reinhold Brinkmann (1934–2010), deutscher Musikwissenschaftler
- Reinhold Broske (1901–1979), deutscher Geistlicher und Spreewälder Mundartdichter
- Reinhold Brunzel (1866–1945), deutscher Politiker (SPD)
- Reinhold Johannes Buhl (1933–2021), deutscher klassischer Cellist
- Reinhold Burger (1866–1954), deutscher Glastechniker und Erfinder

#### C
- Reinhold Coenen (1941–2011), deutscher Politiker (CDU)
- Reinhold Curicke (1610–1667), Danziger Jurist und Historiograph

#### D
- Reinhold Daschner (* 1969), deutscher Fußballspieler
- Reinhold Dellmann (* 1958), deutscher Politiker (SPD)
- Reinhold Dolin (1938–2006), deutsch-österreichischer Violinist
- Reinhold Duschka (1900–1993), österreichischer Gerechter unter den Völkern

#### E
- Reinhold Ebertin (1901–1988), deutscher Astrologe, Kosmobiologe und Esoteriker
- Reinhold Max Eichler (1872–1947), deutscher Maler, Zeichner und Illustrator
- Reinhold Elstner (≈1919–1995), deutscher Revisionist und politisch motivierter Selbstmörder
- Reinhold Escher (1905–1994), deutscher Grafiker und Illustrator
- Reinhold Ewald (1890–1974), deutscher Maler
- Reinhold Ewald (* 1956), deutscher Physiker und Astronaut

#### F
- Reinhold Fanz (* 1954), deutscher Fußballspieler und Fußballtrainer
- Reinhold Felderhoff (1865–1919), deutscher Bildhauer der Berliner Bildhauerschule
- Reinhold Finkbeiner (1929–2010), deutscher Komponist und Organist
- Reinhold von Fischer-Loßainen (1870–1940), deutscher Diplomat
- Reinhold Föst (1956–2014), deutscher bildender Künstler
- Reinhold Frank (1896–1945), deutscher Jurist und Widerstandskämpfer
- Reinhold Frank (1918–2001), deutscher Schriftsteller
- Reinhold Friedrich (* 1958), deutscher Trompeter und Hochschullehrer
- Reinhold Fritz (1884–1950), deutscher Kammersänger der Stimmlage Bassbariton

#### G
- Reinhold Gall (* 1956), deutscher Politiker (SPD), Mitglied des Landtages Baden-Württemberg
- Reinhold Ginolas (* ca. 1935), deutscher Spion
- Reinhold F. Glei (* 1959), deutscher Altphilologe
- Reinhold von Glasenapp (1814–1887), deutscher Gutsbesitzer, preußischer Politiker
- Reinhold Glière (1875–1956), russischer Komponist
- Reinhold Greisbach (* 1955), deutscher Phonetiker
- Reinhold Grundemann (1836–1924), Missionsschriftsteller

#### H
- Reinhold Habisch (genannt Krücke; 1889–1964), Berliner Original
- Reinhold Hanisch (1884–1937?), österreichischer Gelegenheitsarbeiter, zeitweiliger Geschäftspartner des jungen Adolf Hitler
- Reinhold Heidecke (1881–1960), einer der beiden Gründer des Kameraherstellers Rollei
- Reinhold Heidenstein (≈1553–1620), preußischer Diplomat, Jurist und Chronist
- Reinhold Heil (* 1954), deutscher Komponist, Produzent, Keyboarder und Sänger
- Reinhold Heinen (1894–1969), deutscher Politiker (CDU), Journalist und Verleger
- Reinhold Hemker (* 1944), deutscher Politiker
- Reinhold Henzler (1902–1968), deutscher Wirtschaftswissenschaftler
- Reinhold Hilbers (* 1964), deutscher Politiker (CDU), Mitglied des Landtages Niedersachsen
- Reinhold Hiller (1949–2025), deutscher Politiker (SPD)
- Reinhold Hintermaier (* 1956), österreichischer Fußball-Nationalspieler
- Reinhold Hucker (* 1949), deutscher Ringer
- Reinhold Huhn (1942–1962), Soldat der Grenztruppen der DDR, wurde an der Berliner Mauer erschossen

#### J
- Reinhold Bernhard Jachmann (1767–1843), deutscher Theologe und Pädagoge
- Reinhold Joest (* 1937), deutscher Rennfahrer und Motorsport-Teamchef, siehe Joest Racing
- Reinhold Jost (* 1966), deutscher Politiker (SPD)
- Reinhold Jourdan (* 1986), deutscher Taekwondo-Sportler
- Reinhold Jürgensen (1898–1934), deutscher Politiker (KPD)

#### K
- Reinhold Kaiser (* 1943), deutscher Historiker für mittelalterliche Geschichte
- Reinhold Kasten (1920–2011), deutscher Abenteurer und Weltumsegler
- Reinhold Kiehl (1874–1913), deutscher Architekt
- Reinhold Klebe (1913–1992), deutscher Offizier der Gebirgstruppe der Wehrmacht und Stabsoffizier der Bundeswehr
- Reinhold Kleinfeld (1575–1628), ab 1602 Ratssekretär in Danzig
- Reinhold Kleinlein (1883–1944), deutscher Widerstandskämpfer gegen den Nationalsozialismus
- Reinhold Kliegl (* 1953), deutscher Psychologe
- Reinhold Klika (* 1962), österreichischer Journalist und PR-Berater
- Reinhold Klotz (1807–1870), deutscher Philologe
- Reinhold Koeppel (1887–1950), deutscher Maler
- Reinhold Kopp (* 1949), deutscher Politiker (SPD), Jurist und Wirtschaftsfunktionär
- Reinhold Körner (1803–1873), österreichischer Kaufmann und Politiker, Bürgermeister von Linz
- Reinhold Koser (1852–1914), deutscher Historiker, Präsident des Preußischen Geheimen Staatsarchivs
- Reinhold Kraetke (1845–1934), Staatssekretär des Reichspostamtes
- Reinhold Kreile (1929–2024), deutscher Jurist und Politiker (CSU)
- Reinhold Kreitmeyer (1908–1996), deutscher Politiker (FDP)
- Reinhold Krohn (1852–1932), deutscher Bauingenieur und Hochschullehrer
- Reinhold Krug (1926–1991), deutscher Musiker und Komponist
- Reinhold Kuebart (spätere Schreibweise Reinhold Kübart; 1879–1937), deutscher Bildhauer

#### L
- Reinhold Lampe (* 1932), deutscher Schauspieler
- Reinhold W. Lang (* 1954), österreichischer Kunststofftechniker und Hochschullehrer
- Reinhold Lang (* 1955), deutscher Pädagoge, Autor und Fotograf
- Reinhold Langner (1905–1957), deutscher Holzbildhauer, Plastiker, Maler und Hochschullehrer
- Reinhold Leinfelder (* 1957), deutscher Geologe und Paläo-Ökologe
- Reinhold Lepsius (1857–1922), Porträtmaler der Berliner Sezession
- Reinhold Lexer (* 1957), österreichischer Kaufmann und Politiker (ÖVP)
- Reinhold von Lichtenberg (1865–1927), österreichischer Kunsthistoriker und Publizist
- Reinhold Limberg (1927–1997), deutscher Lehrer, Komponist und Dichter
- Reinhold Lingner (1902–1968), deutscher Landschafts- und Gartenarchitekt
- Reinhold Lobedanz (1880–1955), Politiker der DDR (CDU der DDR)
- Reinhold Lohse (Zither-Reinhold; 1878–1964), deutscher Straßenmusikant und Stadtoriginal
- Reinhold Lopatka (* 1960), österreichischer Politiker (ÖVP)
- Reinhold Freiherr von Lüdinghausen (1900–1988), deutscher Wirtschaftsfunktionär
- Reinhold Lütjohann (1881–1958), deutscher Schauspieler und Hörspielsprecher

#### M
- Reinhold Mack (* 1949), deutscher Musikproduzent
- Reinhold Maier (1889–1971), deutscher Politiker (DDP und FDP/DVP), erster Ministerpräsident von Baden-Württemberg
- Reinhold Massag (1943–1999), deutscher Autor und Dramaturg
- Reinhold Mathes (* 1949), deutscher Fußballspieler
- Reinhold Mathy (* 1962), deutscher Fußballspieler
- Reinhold Mercker (1903–1996), deutscher Politiker
- Reinhold Merkelbach (1918–2006), deutscher klassischer Philologe
- Reinhold Messner (* 1944), italienischer Extrembergsteiger, Abenteurer, Buch- und Filmautor und Politiker
- Reinhold Mitterlehner (* 1955), österreichischer Politiker (ÖVP)
- Reinhold Muchow (1905–1933), deutscher Sozialpolitiker
- Reinhold Münzenberg (1909–1986), deutscher Fußballspieler

#### N
- Reinhold Nägele (1884–1972), deutscher Maler und Grafiker
- Reinhold Niebuhr (1892–1971), US-amerikanischer Theologe

#### O
- Reinhold Oberlercher (* 1943), deutscher rechtsextremer Aktivist
- Reinhold Olesch (1910–1990), deutscher Slawist und Sprachwissenschaftler
- Reinhold Ortner (1930–2024), deutscher Pädagoge
- Reinhold Otto (1863–1930), deutscher Lehrer, Verbandsfunktionär und Politiker (FVp, DDP), MdL Preußen
- Reinhold Otto (* 1932), deutscher Politiker (SPD), MdL Niedersachsen

#### P
- Reinhold Pasch (Geburtsname von Reginald Pasch; 1883–1965), deutscher Schauspieler
- Reinhold Perlak (* 1945), deutscher Kommunal- und Landespolitiker (SPD)
- Reinhold Persius (1835–1912), deutscher Architekt
- Reinhold Pix (* 1955), deutscher Politiker (Bündnis 90/Die Grünen)
- Reinhold Platz (1886–1966), deutscher Flugzeugkonstrukteur
- Reinhold Poss (1897–1933), deutscher Rennsportflieger
- Reinhold Postelt (1853–1917), Geschäftsführer der Konsum-, Bau- und Sparverein „Produktion“ eGmbH, siehe Friedrich Reinhold Postelt

#### Q
- Reinhold Quaatz (1876–1953), deutscher Jurist und Politiker (DVP, DNVP, CDU)

#### R
- Reinhold Rainer (* 1973), italienischer Rennrodler
- Reinhold Rehs (1901–1971), deutscher Jurist und Politiker (SPD, CDU)
- Reinhold Reitberger (1946–2021), deutscher Comic-Zeichner und Sachbuchautor
- Reinhold Remmert (1930–2016), deutscher Mathematiker (Funktionentheoretiker)
- Reinhold Robbe (* 1954), deutscher Politiker (SPD)
- Reinhold Carl von Rosen (1666–1744), Graf von Bollweiler und Ettweiler, französischer General
- Reinhold Roth (1900–1985), deutscher Politiker (NSDAP)
- Reinhold Roth (1953–2021), deutscher Motorradrennfahrer
- Reinhold Ruthe (1927–2023), deutscher evangelischer Theologe und Autor

#### S
- Reinhold Sadler (1848–1906), US-amerikanischer Politiker
- Reinhold Saltzwedel (1889–1917), deutscher Marineoffizier
- Reinhold Schaad (1884–1946), deutscher Cellist, Komponist und Dichter
- Reinhold Schäfer (1945–2022), deutscher Informatiker
- Reinhold Schaffrath (* 1946), deutscher Schauspieler, Sänger, Theaterwissenschaftler und Regisseur
- Reinhold Schairer (1887–1971), deutscher Verbandsfunktionär und Bildungsexperte
- Reinhold J. W. Schaube (1955–2021), deutscher Politiker (PRO)
- Reinhold Schlothauer (* 1948), deutscher Strafverteidiger und Rechtswissenschaftler
- Reinhold Martin Schmidt (1914–2002), deutscher Landwirt und Politiker (SPD)
- Reinhold Schneider (1903–1958), deutscher Schriftsteller
- Reinhold Scholl (* 1952), deutscher Althistoriker und Papyrologe
- Reinhold Schulze (1905–1993), deutscher Ingenieur, Politiker, Publizist und nationalsozialistischer Funktionär
- Reinhold Schünzel (1888–1954), deutscher Schauspieler und Regisseur
- Reinhold Seeberg (1859–1935), deutscher evangelischer Theologe
- Reinhold von Sengbusch (1898–1985), deutscher Botaniker und Pflanzenzüchter
- Reinhold Stanitzek (1939–2011), deutscher Jurist und Politiker (CDU)
- Reinhold Stecher (1921–2013), österreichischer Theologe, Alt-Bischof der Diözese Innsbruck
- Reinhold Steig (1857–1918), deutscher Literaturhistoriker
- Reinhold Steingräber (1957–2006), deutscher Ringer
- Reinhold Strobl (* 1950), deutscher Landespolitiker (SPD)
- Reinhold von Sydow (1851–1943), deutscher Politiker

#### T
- Reinold von Thadden (1891–1976), Gründer des Deutschen Evangelischen Kirchentages
- Reinhold Thiel (* 1944), deutscher Historiker
- Reinhold Thode (* 1940), deutscher Jurist, Richter am deutschen Bundesgerichtshof
- Reinhold Tiling (1893–1933), deutscher Ingenieur, Pilot und Raketenpionier
- Reinhold Trinius (1934–2018), deutscher Politiker (SPD)
- Reinhold Tüxen (1899–1980), deutscher Biologe, Botaniker und Pflanzensoziologe

#### V
- Reinhold Viehoff (* 1948), deutscher Literaturwissenschaftler, Medienwissenschaftler und Medientheoretiker
- Reinhold Voll (1909–1989), deutscher Arzt, Erfinder der Elektroakupunktur nach Voll
- Reinhold Vorberg (1904–1983), deutscher Beamter in der sogenannten Kanzlei des Führers
- Reinhold Vöth (1930–1997), deutscher Jurist, Politiker (CSU) und Rundfunkintendant

#### W
- Reinhold Wagnleitner (* 1949), deutscher Historiker
- Reinhold von Werner (1825–1909), deutscher Vizeadmiral und Militärschriftsteller
- Reinhold Wirtz (1942–2020), deutscher Politiker (SPD)
- Reinhold Wischnowsky (* 1938), deutscher Fußballspieler
- Reinhold Wittig (* 1937), deutscher Spieleautor und Planeten-Geologe
- Reinhold Wosab (* 1938), deutscher Fußballspieler
- Reinhold Wulle (1882–1950), deutscher Publizist und Politiker
- Reinhold Würth (* 1935), deutscher Unternehmer

#### Z
- Reinhold Zech (* 1948), deutscher Fußballspieler
- Reinhold Ziegler (1955–2017), deutscher Schriftsteller und Journalist
- Reinhold Zippelius (* 1928), deutscher Jurist und Rechtswissenschaftler
- Reinhold Zumtobel (1878–1953), deutscher Zeitungsredakteur, Gewerkschafter und Politiker (SPD)
- Reinhold Zundel (1930–2008), deutscher Politiker, von 1966 bis 1990 Oberbürgermeister von Heidelberg
- Reinhold Zwickler (1933–2023), deutscher Ingenieurwissenschaftler

#### Variante „Reynold“
- Reynold C. Fuson (1895–1979), US-amerikanischer Chemiker (Organische Chemie)
- Reynold Higgins (1916–1993), britischer Klassischer Archäologe
- Reynold Janney (1858–1938), US-amerikanischer Erfinder
- Reynold Alleyne Nicholson (1868–1945), britischer Orientalist
- Reynold Scott (1944–2018), US-amerikanischer Jazzmusiker und Hochschullehrer
- Reynold Tschäppät (1917–1979), Schweizer Politiker (SP)

### Familienname
- Albert Reinhold (1805–1850), deutscher Dichter
- Anna Reinhold (* 1984), französische Opernsängern
- Annelies Reinhold (1917–2007), deutsche Schauspielerin
- Babette Reinhold (1863–1940), deutsch-österreichische Theater- und Filmschauspielerin
- Bernhard Reinhold (1824–1892), deutscher Maler
- Bruno Reinhold (1891–1973), deutscher Maler und Grafiker
- Bruno Hinze-Reinhold (1877–1964), deutscher Pianist und Hochschullehrer
- Carl Leonhard Reinhold (1757–1823), österreichischer Philosoph und Hochschullehrer
- Christa L. Deeleman-Reinhold (1930–2025), niederländische Arachnologin
- Christian Ludolph Reinhold (1737/39–1791), deutscher Zeichner, Kupferstecher, Mathematiker, Physiker und Lehrer
- Christine Reinhold (1952–2014), deutsche Schauspielerin, Regisseurin und Hochschuldozentin
- Dominic Reinold (* 1989), deutscher Fußballspieler
- Eduard Reinhold (1836–1900), deutscher Politiker (Nationalliberale Partei)
- Emil von Reinhold (1782–1867), deutscher Mediziner
- Emil Reinhold (1864–1950), deutscher Lehrer, Heimatforscher und Museumsleiter
- Erasmus Reinhold (1511–1553), deutscher Astronom und Mathematiker
- Ernst Reinhold, Pseudonym von Ernst Reinhold Jahn (1853–nach 1908), deutscher Arzt und Schriftsteller
- Ernst Reinhold (Bildhauer) (* 1931), deutscher Bildhauer
- Ernst Reinhold (Schauspieler) (* 1935), deutscher Schauspieler und Maler
- Ernst Christian Gottlieb Jens Reinhold (1793–1855), deutscher Philosoph und Hochschullehrer
- Ferdinand Reinold (1885–1935), österreichischer Maler
- Frank Reinhold (1953–2013), deutscher Publizist und Heimatforscher
- Franz Xaver Reinhold (1816–1893), österreichischer Veduten- und Landschaftsmaler
- Friedrich Reinhold (Jurist) (auch Fritz Reinhold; 1793–1858), deutscher Jurist
- Friedrich Reinhold (Maler) (auch Fritz Reinhold; 1814–1881), österreichischer Maler
- Friedrich Gottlieb Reinhold (1801–1878), Danziger Kaufmann, Reeder und Konsul der Hansestadt Hamburg in Danzig
- Friedrich Ludwig Reinhold (1766–1832), deutscher Geistlicher und Pädagoge
- Friedrich Philipp Reinhold (1779–1840), österreichischer Maler, Radierer und Lithograf
- Friedrun Reinhold (* 1962), deutscher Fotograf, Dozent und Autor
- Fritz Reinhold (Bankier) (1905–1992), deutscher Bank- und Wirtschaftsmanager
- Georg Reinhold (1861–1951), österreichischer katholischer Theologe und Hochschullehrer
- Gerhard Reinhold (1895–1963), deutscher Forstwissenschaftler
- Gerhard Ernst Reinhold (* 1941), deutscher Veterinärmediziner
- Gustav Reinhold (1798–1849), deutscher Maler
- Hagen Reinhold (* 1978), deutscher Politiker (FDP)
- Hans Ansgar Reinhold (1897–1968), deutscher katholischer Priester
- Heinrich Reinhold (Maler) (1788–1825), deutscher Maler und Kupferstecher
- Heinrich Reinhold (Politiker) (1848–1928), deutscher Gutsbesitzer und Politiker
- Heinrich Reinhold (Mediziner) (1862–1927), deutscher Mediziner
- Heinz Reinhold (1910–2012), deutscher Anglist und Hochschullehrer
- Henry Theodore Reinhold (≈1690–1751), deutscher Opernsänger
- Hermann Reinhold (1893–1940), deutscher Chemiker
- Hugo Reinhold (1854–1935), österreichischer Pianist und Komponist
- Ignaz Reinold (1777–1848), mährischer Orgelbauer
- Jacob Heinrich Reinhold (1723–1789), deutscher Jurist und kursächsischer Beamter
- Johann Reinhold der Ältere (auch Hans oder Johannes; um 1550–1596), deutscher Uhrmacher
- Johann Christoph Leopold Reinhold (1769–1809), deutscher Mediziner, Physiker und Hochschullehrer
- Johann Friedrich Leberecht Reinhold (1744–1807), deutscher Maler
- Johann Gotthard Reinhold (1771–1838), niederländischer Diplomat und Politiker
- Johannes Reinhold (1897–1971), deutscher Gemüsebauwissenschaftler
- Jost Reinhold (* 1929), deutscher Stifter
- Judge Reinhold (* 1957), US-amerikanischer Schauspieler
- Karl Reinhold (Maler) (1820–1887), österreichischer Maler, Radierer und Lithograf
- Karl Theodor Reinhold (1849–1901), deutscher Staatswissenschaftler und Politiker (NLP)
- Karl Wilhelm Reinhold (auch Carl Wilhelm Reinhold; 1777–1841), deutscher Philosoph und Schriftsteller
- Karolin Braunsberger-Reinhold (* 1986), deutsche Politikerin (CDU)
- Klaus Reinhold, Evolutionsbiologe und Hochschullehrer
- Kurt Reinhold (* 1922), deutscher Fußballspieler
- Lena Reinhold (* 1982), deutsche Schauspielerin
- Ludwig Reinhold (1831–1932), deutscher Gutsbesitzer und Politiker
- Mark Reinhold, US-amerikanischer Informatiker
- Meyer Reinhold (1909–2002), US-amerikanischer Althistoriker
- Olaf Reinhold (* 1960), deutscher Fußballspieler
- Otto Reinhold (Komponist) (1899–1965), deutscher Komponist
- Otto Reinhold (Wirtschaftswissenschaftler) (1925–2016), deutscher Wirtschaftswissenschaftler und Parteifunktionär (SED)
- Otto Reinhold (Politiker) (* 1932), deutscher Wohlfahrtspfleger und Politiker, MdL Niedersachsen
- Peter Reinhold (1887–1955), deutscher Verleger und Politiker (DDP, DStP)
- Peter Reinhold (Künstler) (1922–2004), deutscher Maler und Grafiker
- Peter Reinold († 1989), deutsches Mordopfer, siehe Göhrde-Morde
- Riley Reinhold, deutscher Technomusiker, Labelbetreiber und Musikkritiker
- Sabine Reinhold (* 1967), deutsche Prähistorikerin, Archäologin und Hochschullehrerin
- Theodor Christlieb Reinhold (1682–1755), deutscher Komponist
- Thomas Reinhold (* 1953), österreichischer Maler
- Ursula Reinold († 1989), deutsches Mordopfer, siehe Göhrde-Morde
- Walter Reinhold (1898–1982), deutscher Bildhauer
- Werner Reinhold (Pseudonym Hilarius Satyr; 1806–1863), deutscher Philologe
- Wilhelm Reinold (1895–1979), deutscher Bankmanager
- Wolfgang Reinhold (1923–2012), deutscher Generaloberst